# Гураль Надія Ярославівна
Надія Ярославівна Гураль (нар. 9 травня 1987, село Ясенів, Золочівський район, Львівська область) — українська співачка, поетеса і композиторка, авторка власних пісень.

## Біографія
Надія Гураль народилася 9 травня 1987 року в селі Ясенів на Львівщині, в родині педагогів. Ще в дитинстві почала писати вірші. У старших класах сама навчилася грати на гітарі і відтоді пише пісні.
Закінчивши школу із золотою медаллю, вступила до Тернопільського державного педагогічного університету на факультет підготовки вчителів початкових класів.
Після закінчення університету здобула другу вищу освіту (факультет післядипломної освіти, англійська мова).
В студентські роки Надія брала участь і перемагала у багатьох всеукраїнських та міжнародних пісенних конкурсах. Зокрема у конкурсі студентської пісні «Окрилені піснею»; одна з перших пісень співачки — «Буває й гірше» — отримала премію «Найкраща авторська пісня». Це послужило стимулом, щоб серйозно зайнятися своєю творчістю: записувати пісні, знімати кліпи, давати концерти.
Пісні «На край світу», «Село моє», «Рідне місто» посідали перші сходинки хіт-парадів багатьох радіостанцій України.
У 2010 році побачила світ збірка віршів для дітей — книжка-розмальовка під назвою «Читайко-Малювайко», у 2012 році співачка випускає свій перший авторський альбом, що має назву «На край світу». Диск містить 13 вибраних пісень, і є своєрідним підсумком творчості на той час.
Протягом останніх років Надія видала багато успішних синглів — «Квітка», «Ніченька», «Наречена», «Серденько», та багато інших. В доробку є кілька пісень, створених у співпраці з іншими авторами: «Чужина» та «Чари осені» (на слова Богдана Коваля), «Не питаю» (слова і музика Михайла Гандзоли) та «Чистий лист» (слова і музика Михайла Гандзоли, дуетне виконання з автором), а також дует разом із Ольгою Монастирською — «Подруго моя» (слова і музика Ольги Монастирської).
Останнім часом Надія багато гастролює, а також реалізовує себе як фотомодель. Світлини з нею можна зустріти у глянцях та фешн-календарях.